# Dendrobium lonchigerum
Dendrobium lonchigerum är en orkidéart som beskrevs av Rudolf Schlechter. Dendrobium lonchigerum ingår i släktet Dendrobium, och familjen orkidéer. Inga underarter finns listade i Catalogue of Life.